# Kirschgraben
Der Kirschgraben  ist ein knapp einen Kilometer langer rechter Zufluss des Odenbaches im rheinland-pfälzischen Landkreis Kaiserslautern auf dem Gebiet der zur Verbandsgemeinde Otterbach-Otterberg gehörenden Ortsgemeinde Schallodenbach.

## Verlauf
Der Kirschgraben entspringt im Naturraum Untere Lauterhöhen des Nordpfälzer Berglandes gut 100 Meter nordöstlich des Schallodenbacher Wohnplatzes Wickelhof auf einer Höhe von 379 m ü. NHN in der gleichnamigen Flur am Südhang des Reiserberges (460 m) und in dem unter Naturschutz stehenden Biotop Quellbach-Kleingehölzkomplex O Wickelhof.
Er fließt zunächst knapp 50 Meter östlich des Weilers in südlicher Richtung in der Flur Unterer Wickelwald durch starkes Gehölz, wendet sich dann in der Flur Hinter den Gärten nach Südsüdwesten und läuft danach in der Flur Wickelwiesen durch einen Grünlandstreifen.
Er verlässt nun das Biotop und mündet schließlich knapp 40 Meter westlich der Gemeindegrenze nach Schneckenhausen auf einer Höhe von 313 m in den aus dem Ostsüdosten kommenden Odenbach.
Der Kirschgraben mündet nach über 0,8 km langen Lauf mit mittlerem Sohlgefälle von etwa 79 ‰ rund 66 Höhenmeter unterhalb seiner Quelle.

## Natur und Umwelt
Das dicht bewaldete Kerbtal des Kirschgrabens gehört zum schutzwürdigen Biotop Quellbach-Kleingehölzkomplex O Wickelhof (Gebietsnummer: BK-6412-0259-2009). Das Biotop ist insgesamt 6,7 ha groß.
Der Bach bildet am Oberlauf ein etwa 5 m tiefes, mit Erlen und Eschen bewachsenes Kerbtal, welches sich im weiteren Verlauf dann östlich des Wickelhofes zu einem circa 10 - 60 m breitem Kastental ausweitet. Im Unterlauf läuft dann der Bach durch eine Wiese mit obstbaumreichen Baumhecken und Streuobstbeständen. Das Tal ist innerhalb der landwirtschaftlichen Zone um Schallodenbach ein naturnahes Biotop von örtlicher Bedeutung mit wertvollen Pflanzenarten. So gedeihen dort im Bereich des Erlen-Eschenwaldes in der Krautschicht die Knoblauchsrauke, der Gefleckte Aronstab und das Scharbockskraut und in der Strauchschicht  wachsen der Gekrümmte Weißdorn und der Schwarze Holunder. 
In den Gebieten mit Heckenbewuchs kommen im unteren Bereich die Knoblauchsrauke, das Kletten-Labkraut, der Waldziest, die Große Brennnessel, die Echte Nelkenwurz, der Stinkstorchschnabel die Trauben-Trespe und das Scharbockskraut vor und als Sträucher gedeihen dort Schlehe, Efeu, Blauroter Hartriegel und Schwarzer Holunder und an Bäumen wachsen die Stieleiche, der Birn- und der Garten-Apfelbaum, die Hainbuche die Zitterpappel und die Süßkirsche. In den Wäldern leben Pirole und Grün- und Kleinspechte sowie Iltise und Steinmarder.